# Mario Wolfinger
Mario Wolfinger (24 marzo 1982) è un ex calciatore liechtensteinese, di ruolo difensore.

## Carriera

### Nazionale
Ha collezionato 3 presenze con la propria Nazionale.